# L'Alfiere (romanzo)
L'Alfiere è un romanzo storico del 1942 scritto da Carlo Alianello.

## Trama
Ambientato nel Regno delle Due Sicilie, il romanzo ruota attorno alle vicende di Don Giuseppe Lancia, chiamato Pino, combattente nel Reale Esercito delle Due Sicilie come alfiere, durante la spedizione dei Mille. Nel corso della sua attività di soldato, vide cadere il Regno delle Due Sicilie, a causa dell'incapacità, e soprattutto tradimento, dei suoi generali. Nel frattempo, Pino viene abbandonato dalla fidanzata Renata, che non desidera intrattenere una relazione con un soldato semplice.
In seguito, si reca nella sua terra d'origine, la Basilicata. Qui incontra Titina, e con essa intreccia un rapporto amoroso. Rinchiuso dai liberali del paese e dallo zio sacerdote in quanto soldato borbonico, verrà liberato dall'amata Titina. Tuttavia, la sua fidanzata muore poco dopo in uno sfortunato incidente.
Nel frattempo, Pino, ignaro della morte della compagna, giunge a Napoli, dove incontra una donna di nome Ginevra, e se ne innamora. Ben presto, però, resosi conto di non nutrire per lei un vero amore, ma una semplice infatuazione, pone fine alla relazione. Inoltre, comprende che è suo dovere continuare a lottare, nonostante le difficoltà, per il Regno delle Due Sicilie: combatte perciò una guerra ormai senza speranza, convinto però di fare il suo dovere, come d'altronde pensano i suoi compagni, tra cui l'amico Franco.
Incontra così il suo cappellano Carmelo, le cui avventure precedenti all'incontro con Pino occupano parte del romanzo: il francescano, infatti, aveva abbandonato la calma del suo convento in Sicilia per unirsi ai garibaldini, che aveva in seguito lasciato dopo aver compreso il suo destino. Il romanzo termina con l'assedio di Gaeta.